# Barbara Richter-Rumstig
Barbara Richter-Rumstig, geborene Richter (* 1940), ist eine deutsche Gitarristin und Musikpädagogin.

## Leben
Barbara Richter studierte Gitarre beim Henze-Schüler Dieter Rumstig, den sie später heiratete. Mit ihm spielte sie ab 1974 im Duo. Sie bereisten Frankreich, Westdeutschland, Osteuropa und Mexiko. Viele zeitgenössische Komponisten widmeten ihnen Stücke wie Reiner Bredemeyer, Paul-Heinz Dittrich und Georg Katzer. Zahlreiche CD-Aufnahmen entstanden. Richter wirkte bis 1988 als Dozentin für Gitarre an der Hochschule für Musik „Hanns Eisler“ Berlin. Zu ihren Schülern zählt der Gitarrist Thomas Blumenthal. Außerdem veranstaltete sie mit ihrem Mann 1982 bis 1990 die Internationalen Tage der Gitarre im Theater im Palast der Republik (TiP). Danach arbeitete sie am Kabarett-Theater Distel in Berlin. 1991 gründete sie den Verein Kunstinstitut BAJA, dessen künstlerische Leiterin sie war. Dieser richtete 1993 bis 2011 ein internationales Gitarrenfestival (einschließlich eines Gitarrenwettbewerbs) in Templin aus. Sie interviewte mehrere Personen des öffentlichen Lebens im sogenannten Prominenten-Porträt, unter anderen den Brandenburgischen Ministerpräsidenten Matthias Platzeck (2010).

## Diskographie
- 1985: Meisterwerke für zwei Gitarren (Deutsche Schallplatten)
- 1987: Motette für 2 Gitarren und Elektronik (Deutsche Schallplatten)
- 1994: Meisterwerke für zwei Gitarren (Edel Classics)
- 1996: Musik in der DDR Vol. 3 (Edel Classics)
- 1998: Córdoba (Edel Classics)
- 1998: Highlights of Spanish Music (Edel Classics)
- 2000: Virtuoso (Edel Classics)
- 2001: Holiday Classics-Box (Edel Classics)
- 2007: Spanish classics (Edel Classics)
- 2009: Gitarre (Guitar): Greatest Works (Berlin Classics)